# Olympische Sommerspiele 2024/Kanu – Einer-Kajak-Cross Slalom (Frauen)
Der Kanuslalomwettbewerb Kajakcross-Einer der Frauen (Kurzbezeichnung: KX1) bei den Olympischen Spielen 2024 in Paris wurde vom 3. bis 5. August ausgetragen. Es war die erste Auflage des Wettkampfs bei Olympischen Spielen. Schauplatz der Wettkämpfe war das Stade d’eau vive Vaires-sur-Marne im Ort Vaires-sur-Marne, der sich östlich des Großraums Paris befindet.

## Ergebnisse

### Zeitfahren
| Rang | #  | Athletin            | Nation             | Zeit (s) |
| ---- | -- | ------------------- | ------------------ | -------- |
| 1    | 4  | Camille Prigent     | Frankreich         | 70,33    |
| 2    | 3  | Jessica Fox         | Australien         | 70,84    |
| 3    | 21 | Mallory Franklin    | Großbritannien     | 71,85    |
| 4    | 15 | Luuka Jones         | Neuseeland         | 72,10    |
| 5    | 12 | Ana Sátila          | Brasilien          | 72,64    |
| 6    | 19 | Evy Leibfarth       | Vereinigte Staaten | 72,66    |
| 7    | 5  | Ricarda Funk        | Deutschland        | 72,89    |
| 8    | 10 | Noemie Fox          | Australien         | 73,09    |
| 9    | 6  | Mònica Dòria        | Andorra            | 73,15    |
| 10   | 8  | Angèle Hug          | Frankreich         | 73,27    |
| 11   | 31 | Antonie Galušková   | Tschechien         | 73,75    |
| 12   | 2  | Eva Terčelj         | Slowenien          | 74,00    |
| 13   | 16 | Elena Lilik         | Deutschland        | 74,19    |
| 14   | 27 | Lena Teunissen      | Niederlande        | 74,24    |
| 15   | 22 | Miren Lazkano       | Spanien            | 74,77    |
| 16   | 1  | Kimberley Woods     | Großbritannien     | 74,98    |
| 17   | 7  | Stefanie Horn       | Italien            | 75,19    |
| 18   | 18 | Klaudia Zwolińska   | Polen              | 75,19    |
| 19   | 9  | Maialen Chourraut   | Spanien            | 75,23    |
| 20   | 13 | Eliška Mintálová    | Slowakei           | 75,26    |
| 21   | 29 | Eva Alina Hočevar   | Slowenien          | 76,48    |
| 22   | 30 | Corinna Kuhnle      | Österreich         | 76,55    |
| 23   | 36 | Chang Chu-han       | Chinesisch Taipeh  | 76,58    |
| 24   | 24 | Carole Bouzidi      | Algerien           | 76,68    |
| 25   | 37 | Li Shiting          | China              | 77,40    |
| 26   | 14 | Wiktorija Us        | Ukraine            | 78,18    |
| 27   | 11 | Alena Marx          | Schweiz            | 78,29    |
| 28   | 35 | Marta Bertoncelli   | Italien            | 78,38    |
| 29   | 23 | Martina Wegman      | Niederlande        | 78,64    |
| 30   | 17 | Zuzana Paňková      | Slowakei           | 79,36    |
| 31   | 32 | Aki Yazawa          | Japan              | 79,96    |
| 32   | 25 | Viktoria Wolffhardt | Österreich         | 80,83    |
| 33   | 20 | Tereza Fišerová     | Tschechien         | 81,17    |
| 34   | 28 | Sofía Reinoso       | Mexiko             | 82,99    |
| 35   | 33 | Madison Corcoran    | Irland             | 83,49    |
| 36   | 34 | Haruka Okazaki      | Japan              | 84,16    |
| 37   | 26 | Lois Betteridge     | Kanada             | 79,76    |

### 1. Runde
Die zwei ersten eines jeden Laufs qualifizierten sich für die Vorläufe. Alle anderen Athletinnen mussten in den Hoffnungslauf.
| Rang | #  | Athletin        | Nation     | Anm.    |
| ---- | -- | --------------- | ---------- | ------- |
| 1    | 1  | Camille Prigent | Frankreich |         |
| 2    | 12 | Eva Terčelj     | Slowenien  |         |
| 3    | 33 | Tereza Fišerová | Tschechien | FLT (8) |

| Rang | #  | Athletin            | Nation      | Anm. |
| ---- | -- | ------------------- | ----------- | ---- |
| 1    | 13 | Elena Lilik         | Deutschland |      |
| 2    | 2  | Jessica Fox         | Australien  |      |
| 3    | 32 | Viktoria Wolffhardt | Österreich  |      |

| Rang | #  | Athletin         | Nation         | Anm.    |
| ---- | -- | ---------------- | -------------- | ------- |
| 1    | 3  | Mallory Franklin | Großbritannien |         |
| 2    | 14 | Lena Teunissen   | Niederlande    |         |
| 3    | 31 | Aki Yazawa       | Japan          | FLT (4) |

| Rang | #  | Athletin       | Nation     | Anm. |
| ---- | -- | -------------- | ---------- | ---- |
| 1    | 15 | Miren Lazkano  | Spanien    |      |
| 2    | 4  | Luuka Jones    | Neuseeland |      |
| 3    | 30 | Zuzana Paňková | Slowakei   |      |

| Rang | #  | Athletin        | Nation         | Anm.    |
| ---- | -- | --------------- | -------------- | ------- |
| 1    | 16 | Kimberley Woods | Großbritannien |         |
| 2    | 29 | Martina Wegman  | Niederlande    |         |
| 3    | 5  | Ana Sátila      | Brasilien      | FLT (8) |

| Rang | #  | Athletin          | Nation             | Anm.    |
| ---- | -- | ----------------- | ------------------ | ------- |
| 1    | 6  | Evy Leibfarth     | Vereinigte Staaten |         |
| 2    | 28 | Marta Bertoncelli | Italien            |         |
| 3    | 17 | Stefanie Horn     | Italien            | FLT (2) |

| Rang | #  | Athletin          | Nation      | Anm. |
| ---- | -- | ----------------- | ----------- | ---- |
| 1    | 7  | Ricarda Funk      | Deutschland |      |
| 2    | 27 | Alena Marx        | Schweiz     |      |
| 3    | 18 | Klaudia Zwolińska | Polen       |      |

| Rang | #  | Athletin          | Nation     | Anm.    |
| ---- | -- | ----------------- | ---------- | ------- |
| 1    | 8  | Noemie Fox        | Australien |         |
| 2    | 26 | Wiktorija Us      | Ukraine    |         |
| 3    | 19 | Maialen Chourraut | Spanien    |         |
| 4    | 37 | Lois Betteridge   | Kanada     | FLT (4) |

| Rang | #  | Athletin         | Nation   | Anm.    |
| ---- | -- | ---------------- | -------- | ------- |
| 1    | 9  | Mònica Dòria     | Andorra  |         |
| 2    | 20 | Eliška Mintálová | Slowakei |         |
| 3    | 25 | Li Shiting       | China    |         |
| 4    | 36 | Haruka Okazaki   | Japan    | FLT (1) |

| Rang | #  | Athletin          | Nation     | Anm.    |
| ---- | -- | ----------------- | ---------- | ------- |
| 1    | 10 | Angèle Hug        | Frankreich |         |
| 2    | 24 | Carole Bouzidi    | Algerien   |         |
| 3    | 21 | Eva Alina Hočevar | Slowenien  | FLT (6) |
| 4    | 35 | Madison Corcoran  | Irland     | FLT (6) |

| Rang | #  | Athletin          | Nation            | Anm.        |
| ---- | -- | ----------------- | ----------------- | ----------- |
| 1    | 11 | Antonie Galušková | Tschechien        |             |
| 2    | 34 | Sofía Reinoso     | Mexiko            |             |
| 3    | 23 | Chang Chu-han     | Chinesisch Taipeh |             |
| 4    | 22 | Corinna Kuhnle    | Österreich        | FLT (R,2,3) |

### Hoffnungsläufe
| Rang | #  | Athletin        | Nation     | Anm. |
| ---- | -- | --------------- | ---------- | ---- |
| 1    | 5  | Ana Sátila      | Brasilien  |      |
| 2    | 37 | Lois Betteridge | Kanada     |      |
| 3    | 22 | Corinna Kuhnle  | Österreich |      |

| Rang | #  | Athletin       | Nation            | Anm. |
| ---- | -- | -------------- | ----------------- | ---- |
| 1    | 17 | Stefanie Horn  | Italien           |      |
| 2    | 23 | Chang Chu-han  | Chinesisch Taipeh |      |
| 3    | 36 | Haruka Okazaki | Japan             |      |

| Rang | #  | Athletin          | Nation | Anm.    |
| ---- | -- | ----------------- | ------ | ------- |
| 1    | 18 | Klaudia Zwolińska | Polen  |         |
| 2    | 35 | Madison Corcoran  | Irland |         |
| 3    | 25 | Li Shiting        | China  | FLT (8) |

| Rang | #  | Athletin          | Nation     | Anm. |
| ---- | -- | ----------------- | ---------- | ---- |
| 1    | 33 | Tereza Fišerová   | Tschechien |      |
| 2    | 19 | Maialen Chourraut | Spanien    |      |
| 3    | 30 | Zuzana Paňková    | Slowakei   |      |

| Rang | #  | Athletin            | Nation     | Anm. |
| ---- | -- | ------------------- | ---------- | ---- |
| 1    | 21 | Eva Alina Hočevar   | Slowenien  |      |
| 2    | 32 | Viktoria Wolffhardt | Österreich |      |
| 3    | 31 | Aki Yazawa          | Japan      |      |

### Vorläufe
| Rang | #  | Athletin         | Nation     | Anm.    |
| ---- | -- | ---------------- | ---------- | ------- |
| 1    | 1  | Camille Prigent  | Frankreich |         |
| 2    | 17 | Carole Bouzidi   | Algerien   |         |
| 3    | 32 | Lois Betteridge  | Kanada     |         |
| 4    | 16 | Eliška Mintálová | Slowakei   | FLT (8) |

| Rang | #  | Athletin          | Nation      | Anm.    |
| ---- | -- | ----------------- | ----------- | ------- |
| 1    | 9  | Elena Lilik       | Deutschland |         |
| 2    | 24 | Stefanie Horn     | Italien     |         |
| 3    | 25 | Klaudia Zwolińska | Polen       |         |
| 4    | 8  | Antonie Galušková | Tschechien  | FLT (R) |

| Rang | #  | Athletin          | Nation      | Anm. |
| ---- | -- | ----------------- | ----------- | ---- |
| 1    | 5  | Noemie Fox        | Australien  |      |
| 2    | 28 | Maialen Chourraut | Spanien     |      |
| 3    | 21 | Martina Wegman    | Niederlande |      |
| 4    | 12 | Jessica Fox       | Australien  |      |

| Rang | #  | Athletin          | Nation            | Anm.    |
| ---- | -- | ----------------- | ----------------- | ------- |
| 1    | 13 | Luuka Jones       | Neuseeland        |         |
| 2    | 4  | Ricarda Funk      | Deutschland       |         |
| 3    | 20 | Marta Bertoncelli | Italien           |         |
| 4    | 29 | Chang Chu-han     | Chinesisch Taipeh | FLT (R) |

| Rang | #  | Athletin            | Nation             | Anm. |
| ---- | -- | ------------------- | ------------------ | ---- |
| 1    | 3  | Evy Leibfarth       | Vereinigte Staaten |      |
| 2    | 19 | Alena Marx          | Schweiz            |      |
| 3    | 14 | Eva Terčelj         | Slowenien          |      |
| 4    | 30 | Viktoria Wolffhardt | Österreich         |      |

| Rang | #  | Athletin        | Nation         | Anm. |
| ---- | -- | --------------- | -------------- | ---- |
| 1    | 11 | Kimberley Woods | Großbritannien |      |
| 2    | 6  | Mònica Dòria    | Andorra        |      |
| 3    | 27 | Tereza Fišerová | Tschechien     |      |
| 4    | 22 | Sofía Reinoso   | Mexiko         |      |

| Rang | #  | Athletin          | Nation     | Anm.    |
| ---- | -- | ----------------- | ---------- | ------- |
| 1    | 7  | Angèle Hug        | Frankreich |         |
| 2    | 23 | Ana Sátila        | Brasilien  |         |
| 3    | 10 | Miren Lazkano     | Spanien    |         |
| 4    | 26 | Eva Alina Hočevar | Slowenien  | FLT (6) |

| Rang | #  | Athletin         | Nation         | Anm. |
| ---- | -- | ---------------- | -------------- | ---- |
| 1    | 2  | Mallory Franklin | Großbritannien |      |
| 2    | 18 | Wiktorija Us     | Ukraine        |      |
| 3    | 15 | Lena Teunissen   | Niederlande    |      |
| 4    | 31 | Madison Corcoran | Irland         |      |

### Viertelfinale
| Rang | #  | Athletin        | Nation      | Anm. |
| ---- | -- | --------------- | ----------- | ---- |
| 1    | 9  | Elena Lilik     | Deutschland |      |
| 2    | 17 | Carole Bouzidi  | Algerien    |      |
| 3    | 1  | Camille Prigent | Frankreich  |      |
| 4    | 24 | Stefanie Horn   | Italien     |      |

| Rang | #  | Athletin          | Nation      | Anm.    |
| ---- | -- | ----------------- | ----------- | ------- |
| 1    | 5  | Noemie Fox        | Australien  |         |
| 2    | 13 | Luuka Jones       | Neuseeland  |         |
| 3    | 28 | Maialen Chourraut | Spanien     |         |
| 4    | 4  | Ricarda Funk      | Deutschland | FLT (5) |

| Rang | #  | Athletin        | Nation             | Anm.    |
| ---- | -- | --------------- | ------------------ | ------- |
| 1    | 11 | Kimberley Woods | Großbritannien     |         |
| 2    | 19 | Alena Marx      | Schweiz            |         |
| 3    | 3  | Evy Leibfarth   | Vereinigte Staaten |         |
| 4    | 6  | Mònica Dòria    | Andorra            | FLT (2) |

| Rang | #  | Athletin         | Nation         | Anm.    |
| ---- | -- | ---------------- | -------------- | ------- |
| 1    | 7  | Angèle Hug       | Frankreich     |         |
| 2    | 23 | Ana Sátila       | Brasilien      |         |
| 3    | 18 | Wiktorija Us     | Ukraine        |         |
| 4    | 2  | Mallory Franklin | Großbritannien | FLT (R) |

### Halbfinale
| Rang | #  | Athletin       | Nation      | Anm.    |
| ---- | -- | -------------- | ----------- | ------- |
| 1    | 5  | Noemie Fox     | Australien  |         |
| 2    | 9  | Elena Lilik    | Deutschland |         |
| 3    | 17 | Carole Bouzidi | Algerien    | FLT (6) |
| 4    | 13 | Luuka Jones    | Neuseeland  | FLT (5) |

| Rang | #  | Athletin        | Nation         | Anm. |
| ---- | -- | --------------- | -------------- | ---- |
| 1    | 11 | Kimberley Woods | Großbritannien |      |
| 2    | 7  | Angèle Hug      | Frankreich     |      |
| 3    | 23 | Ana Sátila      | Brasilien      |      |
| 4    | 19 | Alena Marx      | Schweiz        |      |

### Finale

#### B-Finale
| Rang | #  | Athletin       | Nation     | Anm. |
| ---- | -- | -------------- | ---------- | ---- |
| 5    | 13 | Luuka Jones    | Neuseeland |      |
| 6    | 19 | Alena Marx     | Schweiz    |      |
| 7    | 17 | Carole Bouzidi | Algerien   |      |
| 8    | 23 | Ana Sátila     | Brasilien  |      |

#### A-Finale
| Rang | #  | Athletin        | Nation         | Anm.    |
| ---- | -- | --------------- | -------------- | ------- |
| 1    | 5  | Noemie Fox      | Australien     |         |
| 2    | 7  | Angèle Hug      | Frankreich     |         |
| 3    | 11 | Kimberley Woods | Großbritannien |         |
| 4    | 9  | Elena Lilik     | Deutschland    | FLT (2) |

### Platzierungen
| Rang | #  | Athletin            | Nation             |
| ---- | -- | ------------------- | ------------------ |
| 1    | 5  | Noemie Fox          | Australien         |
| 2    | 7  | Angèle Hug          | Frankreich         |
| 3    | 11 | Kimberley Woods     | Großbritannien     |
| 4    | 9  | Elena Lilik         | Deutschland        |
| 5    | 13 | Luuka Jones         | Neuseeland         |
| 6    | 19 | Alena Marx          | Schweiz            |
| 7    | 17 | Carole Bouzidi      | Algerien           |
| 8    | 23 | Ana Sátila          | Brasilien          |
| 9    | 1  | Camille Prigent     | Frankreich         |
| 10   | 3  | Evy Leibfarth       | Vereinigte Staaten |
| 11   | 18 | Wiktorija Us        | Ukraine            |
| 12   | 28 | Maialen Chourraut   | Spanien            |
| 13   | 2  | Mallory Franklin    | Großbritannien     |
| 14   | 4  | Ricarda Funk        | Deutschland        |
| 15   | 6  | Mònica Dòria        | Andorra            |
| 16   | 24 | Stefanie Horn       | Italien            |
| 17   | 22 | Miren Lazkano       | Spanien            |
| 18   | 2  | Eva Terčelj         | Slowenien          |
| 19   | 27 | Lena Teunissen      | Niederlande        |
| 20   | 35 | Marta Bertoncelli   | Italien            |
| 21   | 23 | Martina Wegman      | Niederlande        |
| 22   | 18 | Klaudia Zwolińska   | Polen              |
| 23   | 20 | Tereza Fišerová     | Tschechien         |
| 24   | 26 | Lois Betteridge     | Kanada             |
| 25   | 31 | Antonie Galušková   | Tschechien         |
| 26   | 3  | Jessica Fox         | Australien         |
| 27   | 13 | Eliška Mintálová    | Slowakei           |
| 28   | 28 | Sofía Reinoso       | Mexiko             |
| 29   | 29 | Eva Alina Hočevar   | Slowenien          |
| 30   | 36 | Chang Chu-han       | Chinesisch Taipeh  |
| 31   | 25 | Viktoria Wolffhardt | Österreich         |
| 32   | 33 | Madison Corcoran    | Irland             |
| 33   | 30 | Corinna Kuhnle      | Österreich         |
| 34   | 37 | Li Shiting          | China              |
| 35   | 17 | Zuzana Paňková      | Slowakei           |
| 36   | 32 | Aki Yazawa          | Japan              |
| 37   | 34 | Haruka Okazaki      | Japan              |